# گرایندر (شبکه اجتماعی)
گرایندر (انگلیسی: Grindr; ‎/ˈɡraɪndər/‎) یک شبکه ژئوسوشال و برنامه دوستیابی آنلاین برای همجنسگرایان مرد، دوجنس‌گرایان مرد، تراجنسیتی‌ها، و افراد کوئیر است. این برنامه در iOS و اندروید اجرا می‌شود و برای دانلود از اپ استور و گوگل پلی در دسترس است، گرایندر در نسخه‌های رایگان و پرمیوم اشتراکی (دومین حالت Grindr Xtra شناخته می‌شود) می‌باشد. این برنامه از موقعیت جغرافیایی دستگاه تلفن همراه، ویژگی تلفن‌های هوشمند و سایر دستگاه‌ها استفاده می‌کند تا به کاربران اجازه دهد سایر کاربران موجود در نزدیکی را پیدا کنند. این کار از طریق یک رابط کاربری انجام می‌شود که شبکه ای از عکس‌های نماینده مردان نزدیک را نشان می‌دهد که از روی فاصله آنها از نزدیکترین تا دورترین مرتب می‌شود. با کلیک روی یک عکس، یک نمایه کوتاه برای آن کاربر نمایش داده می‌شود، و همچنین گزینه چت کردن، ارسال تصاویر و اشتراک دقیق موقعیت مکانی خود وجود دارد.
گرایندر اولین برنامه ژئوسوشال همجنسگرایانه بود که در فروشگاه آی‌تونز راه اندازی شد و از آن زمان به عنوان پرکاربردترین نرم‌افزار تلفن همراه برای همجنسگرایی در جهان تبدیل شده و در ۱۹۲ کشور در دسترس است.

## سانسور
این برنامه به‌طور کامل یا به‌طور محدود در ترکیه، ایران، عربستان سعودی، روسیه، اوکراین، امارات متحده عربی، اندونزی مسدود شده و توسط مقامات مصر برای ردیابی و دستگیری مردان همجنسگرا مورد استفاده قرار گرفته‌است.